# Coleophora coracipennella
Coleophora coracipennella é uma espécie de mariposa do gênero Coleophora pertencente à família Coleophoridae.